# Eurytoma altiventris
Eurytoma altiventris är en stekelart som beskrevs av Masi 1940. Eurytoma altiventris ingår i släktet Eurytoma och familjen kragglanssteklar.
Artens utbredningsområde är Somalia. Inga underarter finns listade i Catalogue of Life.